# Fläcksopp
Fläcksopp (Leccinum variicolor) är en svampart som beskrevs av Watling 1969. Fläcksopp ingår i släktet Leccinum och familjen Boletaceae.  Arten är reproducerande i Sverige. Inga underarter finns listade i Catalogue of Life.